# Episodi di V.I.P. (prima stagione)
La prima stagione della serie televisiva V.I.P. è stata trasmessa negli Stati Uniti in Syndication dal 26 settembre 1998.
 In Italia la serie è stata trasmessa da Italia 1.
| nº | Titolo originale                         | Titolo italiano                     | Prima TV USA      | Prima TV Italia |
| -- | ---------------------------------------- | ----------------------------------- | ----------------- | --------------- |
| 1  | Beats Working at a Hot Dog Stand         | Di necessità virtù                  | 26 settembre 1998 |                 |
| 2  | What to Do With Vallery When You're Dead | Amore e complotto                   | 3 ottobre 1998    |                 |
| 3  | Bloody Val-entine                        | A che mi serve Vallery se poi muoio | 10 ottobre 1998   |                 |
| 4  | One Wedding and Val's Funeral            | Travolgente Valentino               | 17 ottobre 1998   |                 |
| 5  | Scents and Sensibility                   | Operazione Santa Lucia              | 24 ottobre 1998   |                 |
| 6  | Diamonds are a Val's Best Friend         | La passione dell'amore              | 31 ottobre 1998   |                 |
| 7  | Deconstructing Peri                      | Verità scottanti                    | 7 novembre 1998   |                 |
| 8  | Val Got Game                             | Un campione da proteggere           | 14 novembre 1998  |                 |
| 9  | Vallery of the Dolls                     | Bambole rapite                      | 21 novembre 1998  |                 |
| 10 | Midnight in the Garden of Ronnie Beeman  | Questione di indici d'ascolto       | 16 gennaio 1999   |                 |
| 11 | Good Val Hunting                         | Sfida estrema                       | 23 gennaio 1999   |                 |
| 12 | Escape from Val-catraz                   | Il bottino nascosto                 | 30 gennaio 1999   |                 |
| 13 | The Last Temptation of Val               | Colpita al cuore                    | 6 febbraio 1999   |                 |
| 14 | Val Under Siege With a Vengeance         | Festa a sorpresa                    | 13 febbraio 1999  |                 |
| 15 | Val on the Run                           | La talpa                            | 20 febbraio 1999  |                 |
| 16 | ThunderVal                               | Missione ai tropici                 | 27 febbraio 1999  |                 |
| 17 | The Quiet Brawler                        | La sfida del secolo                 | 6 marzo 1999      |                 |
| 18 | K-Val                                    | Consigli e minacce                  | 12 marzo 1999     |                 |
| 19 | Mudslide Val                             | Ritorno sul ring                    | 1 maggio 1999     |                 |
| 20 | Raging Val                               | Furto al platino                    | 8 maggio 1999     |                 |
| 21 | Three Days to a Kill                     | Tre giorni per uccidere             | 15 maggio 1999    |                 |
| 22 | Val the Hard Way                         | Salute e pallottole                 | 22 maggio 1999    |                 |